# 무주중앙초등학교
무주중앙초등학교는 대한민국 전북특별자치도 무주군에 있는 공립 초등학교이다.

## 학교 연혁
- 1967.03.02 무주중앙초등학교 설립 개교(13학급)
- 1982.03.03 병설유치원 개원(40명)
- 1994.03.01 교육인적자원부지정 교과용도서 실험학교 운영
- 1998.10.23 전라북도교육청지정 열린교육 시범학교 운영 보고
- 1999.11.12 전라북도교육청지정 열린교육 시범학교 운영 보고
- 2001.11.02 전라북도교육청지정 시범유치원 운영 보고
- 2003.09.01 제10대 김만성 교장 부임
- 2003.11.03 전라북도교육청지정 음악과 연구학교 운여 보고
- 2005.02.17 제38회 졸업식(56명 총3,792명)
- 2005.03.01 전라북도교육청지정 미술과 연구학교
- 2006.10.24 전라북도교육청지정 미술과 연구학교 운영 보고
- 2007.03.24 전라북도교육청지정 방과후학교 시범학교
- 2008.09.01 제11대 박천규 교장 부임
- 2009.02.13 제42회 졸업식(73명 총4,040명)
- 2009.03.01 15학급 편성 425명
- 2009.03.01 전라북도교육청지정 디지털교과서 연구학교
- 2009.03.01 무주교육청지정 지역교과서 실험연구학교
- 2010.02.13 제43회 졸업식(64명 총4,104명)
- 2010.03.01 17학급 편성 416명
- 2011.02.17 제44회 졸업식(68명 총4,172명)
- 2011.03.01 17학급 편성 394명
- 2012.03.01 16학급 편성 371명
- 2012.09.01 제12대 백남운 교장 부임
- 2012.09.01 병설유치원 폐원
- 2013.03.01 17학급 편성 369명
- 2015.02.13 제48회 졸업식(졸업생 63명, 총 4,427명)
- 2015.03.01 제13대 박천규 교장 부임

## 참고 자료
- 무주중앙초등학교 - 한국교육학술정보원 학교알리미